# Team Tachyon
Team Tachyon ist eine japanische Spieleentwicklungsabteilung und Marke des Unternehmens Tecmo. Der Name des 2007 gegründeten Studios leitet sich von den gleichnamigen Elementarteilchen ab, die sich schneller als das Licht bewegen. Wichtige Mitglieder sind zum Beispiel Keisuke Kikuchi und Kohei Shibata.
Das erste Spiel, das von Tachyon produziert wurde, war die Fortsetzung des erfolgreichen Spiels Super Swing Golf. Das zweite Spiel Rygar: The Battle of Argus war eine Wii-Version des bereits für die PlayStation 2 erschienenen Action-Adventure Rygar: The Legendary Adventure. Beide Spiele wurden fast gleich oft verkauft. Das dritte Spiel Sasami Kisscomi wurde nur für das iPhone (iPod Touch) produziert. Das vierte Spiel Undead Knights wurde für die PlayStation Portable produziert. Bei der Markteinführung wurde versehentlich anstelle der Demo eine Vollversion zum Download bereitgestellt. Das fünfte Spiel Quantum Theory war ein Third-Person-Shooter für die Xbox 360 und die PlayStation 3. Quantum Theory war bisher das erfolgreichste Spiel von Team Tachyon.

## Spiele
| Jahr | Titel                      | Erstveröffentlichung | Verkäufe                                 |
| ---- | -------------------------- | -------------------- | ---------------------------------------- |
| 2007 | Super Swing Golf: Season 2 | 11. Dezember 2007    | Wii: 100.000                             |
| 2008 | Rygar: The Battle of Argus | 12. November 2008    | Wii: 50.000                              |
| 2009 | Undead Knights             | 29. September 2009   | PSP: 120.000                             |
| 2010 | Quantum Theory             | 24. September 2010   | X360: 60.000 PS3: 110.000 Total: 170.000 |

Das erfolgreichste Spiel von Team Tachyon ist Quantum Theory mit 170.000 abgesetzten Einheiten. Insgesamt konnte Team Tachyon ungefähr 440.000 Einheiten absetzen.